# Saint-Jean-des-Champs
Saint-Jean-des-Champs is een gemeente in het Franse departement Manche (regio Normandië). De plaats maakt deel uit van het arrondissement Avranches. Saint-Jean-des-Champs telde op 1 januari 2022 1.521 inwoners.

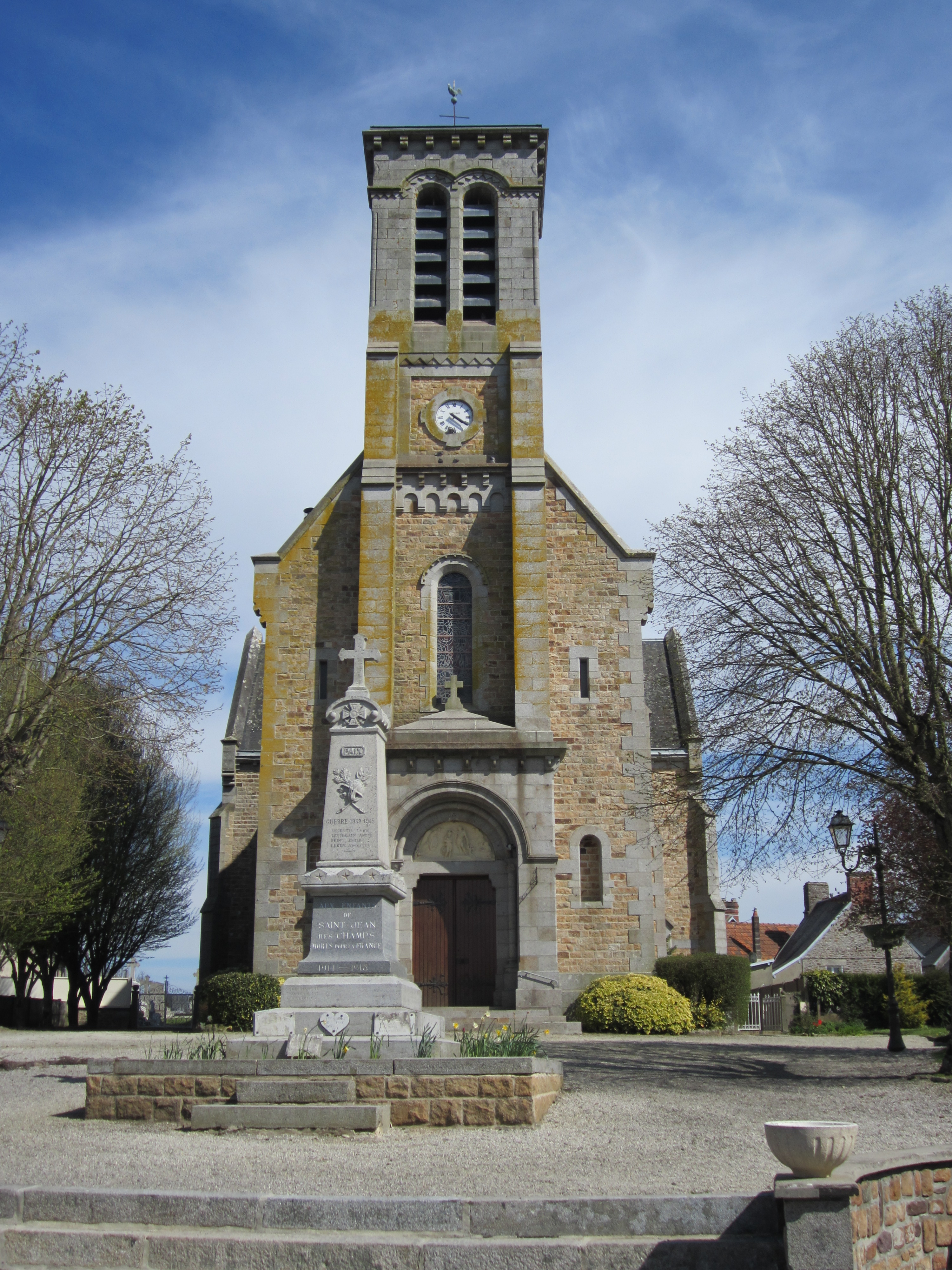
St. Johanneskerk
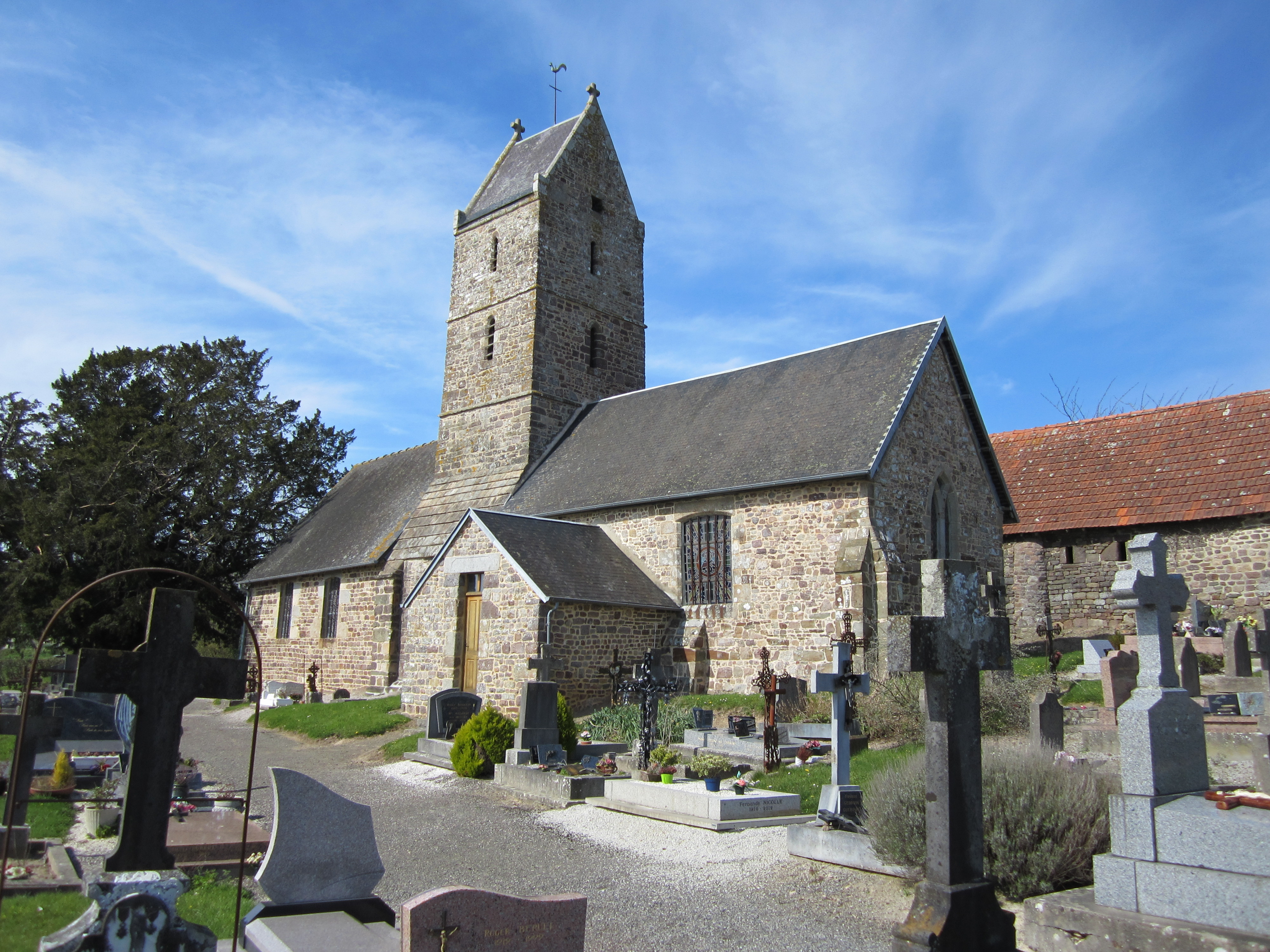
St. Légerkerk
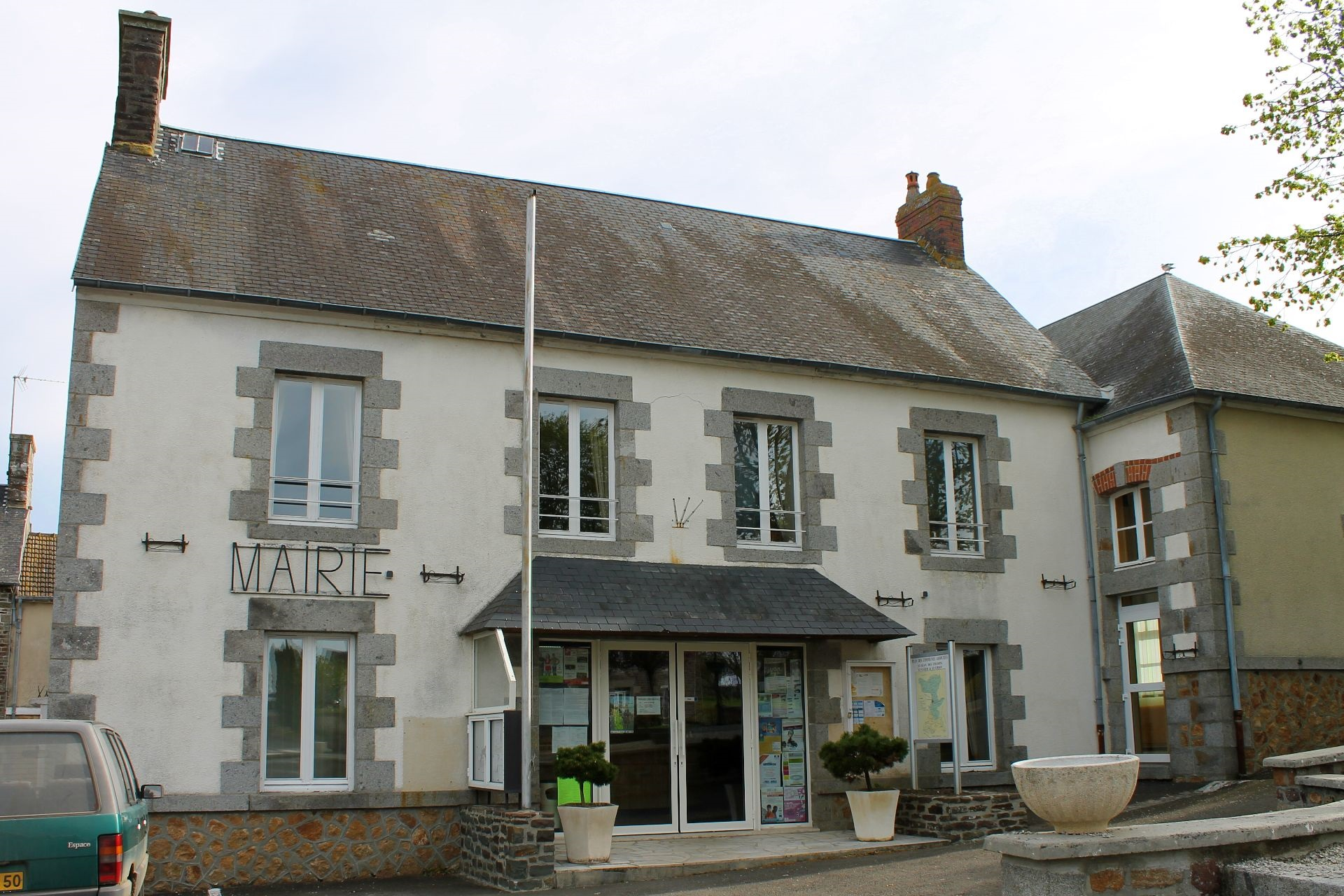
Gemeentehuis

## Geografie
De oppervlakte van Saint-Jean-des-Champs bedroeg op 1 januari 2022 19,4 vierkante kilometer; de bevolkingsdichtheid was toen 78,4 inwoners per km².

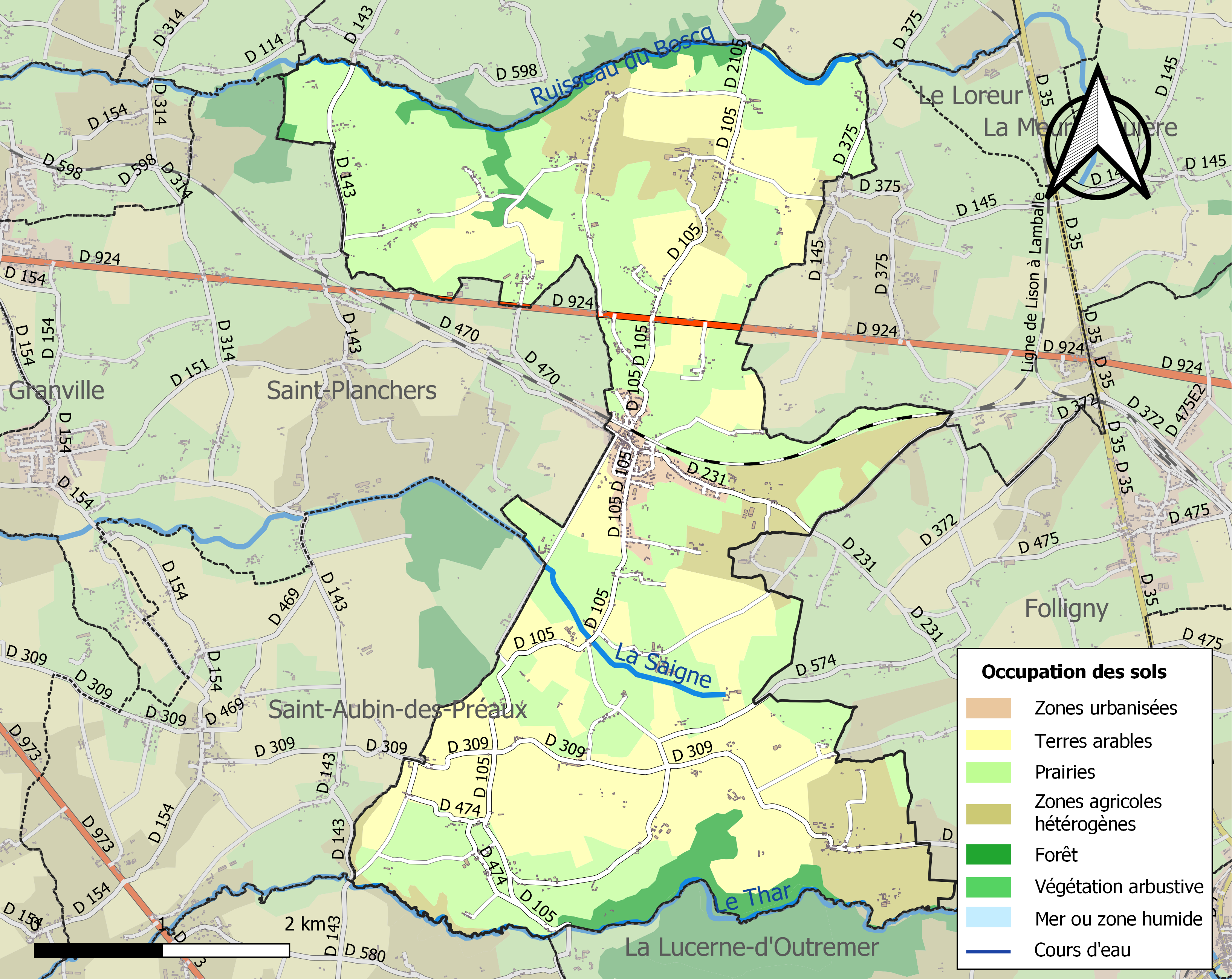
Kaart van de gemeente met de belangrijkste infrastructuur, bodemgebruik en omliggende gemeenten

## Demografie
Onderstaande figuur toont het verloop van het inwonertal (bron: INSEE-tellingen).